# فاجعه هوایی ۱۹۹۳ تیم ملی فوتبال زامبیا

در تاریخ ۲۷ آوریل ۱۹۹۳ در سقوط هواپیمای متعلق به نیروی هوایی زامبیا در نزدیکی گابن ۳۰ تن کشته شدند. هجده عضو تیم ملی فوتبال زامبیا از جمله مسافران این هواپیما بودند. تیم ملی فوتبال زامبیا برای بازی در مسابقات انتخابی جام جهانی ۱۹۹۴ راهی سنگال بود. در گزارشی که در سال ۲۰۰۳ منتشر شد، علت سقوط مشکل فنی در موتور سمت چپ هواپیما ذکر شد. در این گزارش آمده بود که سپس خلبان، موتور سمت راست را که کار می‌کرده به علت «چراغ راهنمای معیوب» به اشتباه خاموش کرده است.